# Stadinger István
Stadinger István (Keszthely, 1927. január 27. – Budapest, II. kerület, 2018. január 26.) magyar politikus, országgyűlési képviselő, az Országgyűlés elnöke.

## Családja
Édesapja, Stadinger József a vasútnál mozdonyfűtő, édesanyja Szabó Anna volt. Felesége, néhai Antos Helén, köztisztviselőként dolgozott. Gyermekeik Zsuzsanna (orvos) és István (mérnök).

## Életpályája
Az általános iskola elvégzése után repülőgépszerelő-tanulóként a Műegyetem Sportrepülő Egyesület üzemében kezdett dolgozni Pesterzsébeten és Ferihegyen. Később, már gyárigazgatóként elvégezte a Marx Károly Közgazdaságtudományi Egyetemet. 1945-ig a szakmájában dolgozott, majd az év áprilisában Keszthelyen belépett a Magyarországi Szociáldemokrata Pártba (MSZDP), ahol megbízást kapott az ifjúsági munka szervezésére. Előbb a Szociáldemokrata Ifjúsági Mozgalom városi titkára, majd az MSZDP városi titkára lett. 1946 elejétől nagykanizsai járási párttitkár, szeptembertől a párt Zala megyei titkárává választották. Aktívan részt vett a két munkáspárt egyesülésének előkészítésében. Beválasztották a Magyar Dolgozók Pártja (MDP) Zala megyei bizottságába, ahol szervezőtitkári funkciót látott el. 1949 őszétől az MDP Baranya megyei bizottságának lett szervezőtitkára. Tagja volt a Baranya Megyei Tanácsnak.
1951 áprilisától gazdasági posztokon tevékenykedett, több gyár igazgatója volt. 1951 és 1954 között a Gázfejlesztő Készülékek Gyára, 1954. július 15-étől 1956 szeptemberéig a Törökszentmiklósi Mezőgazdasági Gépgyár, majd 1957 februárjáig a kőbányai Malomgépgyár, 1957 után előbb a Szállítóberendezések Gyára, majd a Budapesti Mezőgazdasági Gépgyár igazgatója volt. 1962. február 1-jétől 1978. október 31-ig a Fővárosi Gázművek vezérigazgatója volt.
1978. október 14-e és 1988. január 1-je között Budapest Fővárosi Tanácsának elnökhelyettese, 1988. január 1-jétől június 29-éig általános elnökhelyettese. A közművek, a közlekedés, és a városépítészet felügyelete tartozott hozzá. 1983 és 1987 januárja között a Budapesti Városszépítő Egyesület elnöke is volt. A Budapesti Sport Egyesület (BSE) elnöki feladatait is ellátta 1979. március 26-a és 1985. március 16-a között. 1988. március 15-étől az új Nemzeti Színház helykiválasztási tervpályázata bírálóbizottságának elnöke.

### Az Országgyűlésben
1980. június 8-ától 1990. május 2-áig országgyűlési képviselő. 1980-ban és 1985-ben is Budapest 6. választókörzete mandátumát nyerte el, és a III. kerületet képviselte. Az 1980–1985-ös ciklusban 1980. június 27-étől az ipari bizottság titkára, az 1985-ös ciklusban 1985. június 28-ától 1988. június 29-éig az építési és közlekedési bizottság elnöke, 1989. június 27-étől 1990. május 2-áig annak tagja.
1988. június 29-e és 1989. március 10-e között az Országgyűlés elnöke volt. Házelnökké választásakor 129 ellenszavazat érkezett. Stadinger 1989. február végén mondott le pozíciójáról. Döntését azzal indokolta, hogy az Országgyűlés munkája felgyorsult, annak megszervezéséhez fiatalabb képviselőre van szükség.
1990-ben végleg visszavonult a politikától.

## Díjai, elismerései
- Köztársasági Érdemérem ezüst fokozata (1947)
- Köztársasági Érdemrend kiskeresztje (1948)
- Népköztársasági Érdemrend V. osztálya
- Felszabadulásért emlékérem arany fokozat
- Munka Érdemrend ezüst és arany fokozata (utóbb: 1975)
- Pro Urbe díj (1977)
- Szocialista Magyarországért Érdemrend (1983)
- Szocialista Munkáért Érdemérem